# Viktor Boet

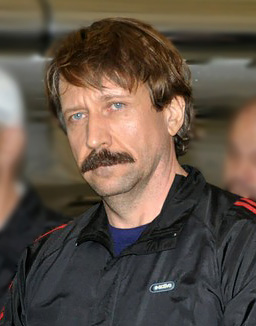
Viktor Boet in 2010

Viktor Anatoljevitsj Boet (Russisch: Виктор Анатольевич Бут) (Doesjanbe (Tadzjikistan), 13 januari 1967) is een Russische wapenhandelaar en voormalig luitenant in het Russische leger, waar hij werkte als vertaler.
Boet wordt ervan verdacht wapens te leveren aan terroristische groeperingen, zoals onder andere de Taliban en Al Qaida, en van wapens aan te voeren naar verschillende conflictzones in Afrika met zijn eigen vliegtuigen. Volgens recente rapporten zou hij ook opereren in Irak.
Van 1995 tot en met 1997 opereerde hij vanaf de Internationale Luchthaven Oostende-Brugge.
Boet werd op 6 maart 2008 in de Thaise hoofdstad Bangkok gearresteerd omdat de Amerikaanse drugsbestrijdingsdienst DEA vermoedde dat hij wapens wilde leveren aan de terreurgroep FARC in Colombia. De DEA had een val voor hem uitgezet door informanten in te zetten die zich voordeden als vertegenwoordigers van de FARC. Na zijn arrestatie verzochten de Verenigde Staten om zijn uitlevering.
Boet ontkende de aantijgingen. Zijn advocaat probeerde hem naar Rusland te krijgen. Op 20 augustus 2010 besliste een Thaise rechtbank dat Boet mocht worden uitgeleverd aan de VS.
Op 2 november 2011 werd Boet in New York veroordeeld voor wapenhandel en samenzwering tot moord. Boet werd in april 2012 veroordeeld tot 25 jaar gevangenisstraf voor pogingen zwaar wapentuig te verkopen aan de FARC.
In november 2012 maakten de autoriteiten in de Verenigde Staten bekend dat het verzoek van Moskou om Boet aan Rusland uit te leveren was afgewezen.
Op 8 december 2022 werd bekendgemaakt dat Boet na 12 jaar door middel van een gevangenenruil tussen de Verenigde Staten en Rusland werd overgeleverd aan Rusland. In ruil voor zijn vrijlating werd de Amerikaanse basketbalster Brittney Griner vrijgelaten uit een Russische strafkolonie. De uitwisseling vond plaats in Abu Dhabi.

## Film
Yuri Orlov, het personage gespeeld door Nicolas Cage in de film Lord of War uit 2005, is op Viktor Boet gebaseerd.